# Sebastiankolonie

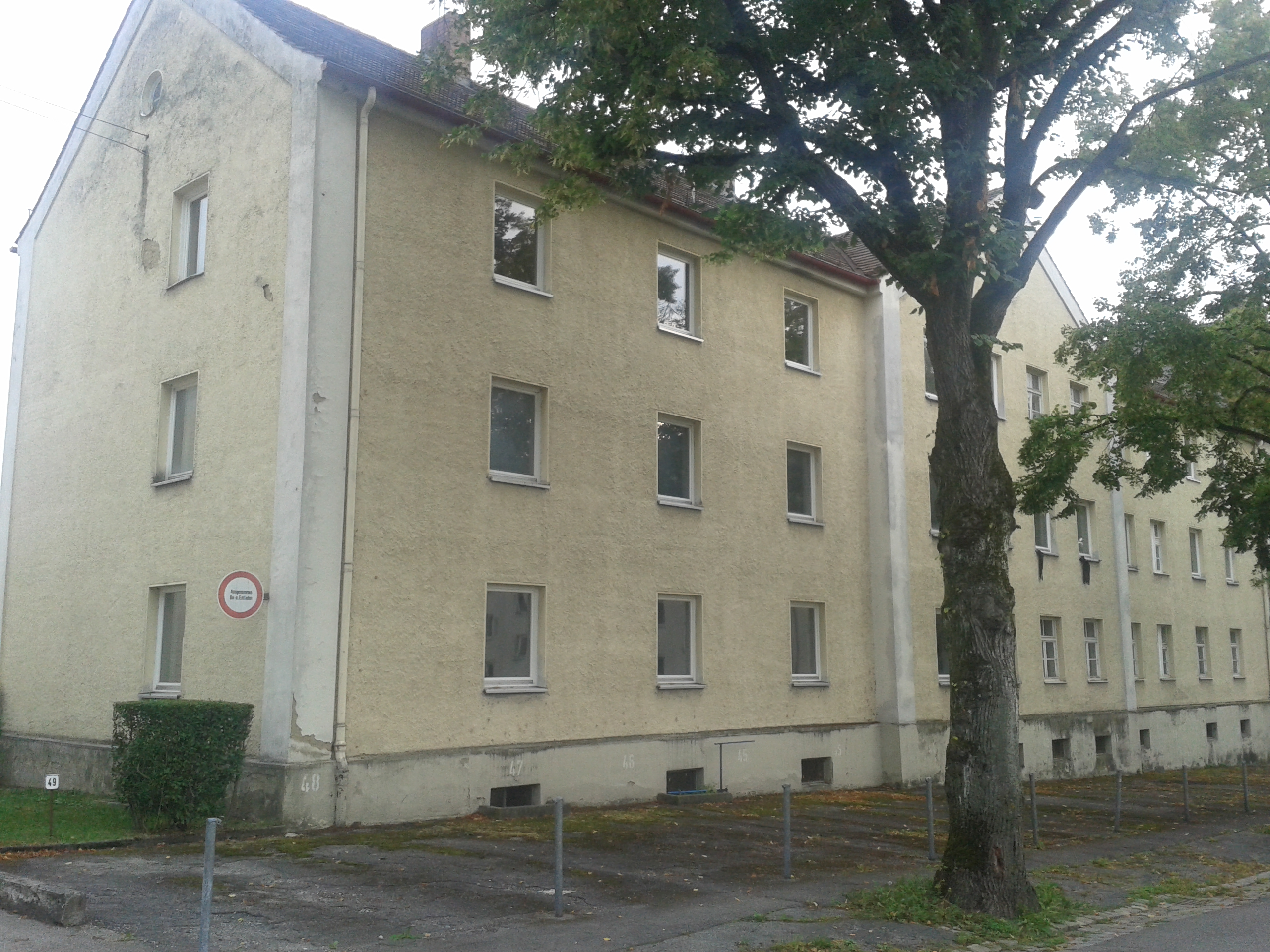
Ansicht der Werkssiedlung (Vorderseite)

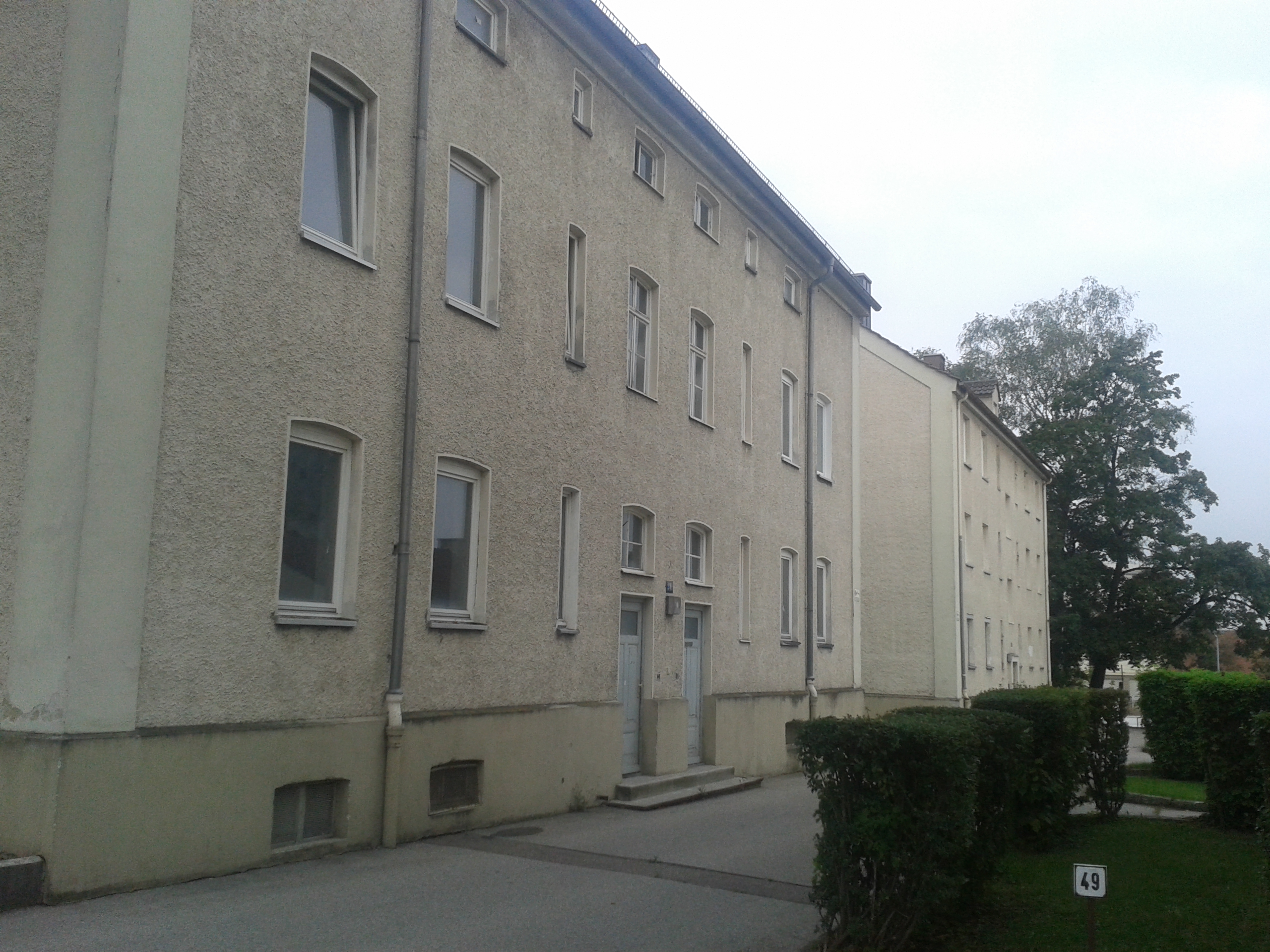
Ansicht der Werkssiedlung (Rückseite)

Die Sebastiankolonie war eine Werkssiedlung in Augsburg, die zwischen 1875 und 1889 für die Arbeiter der nahe gelegenen Maschinenfabrik Augsburg-Nürnberg (MAN) errichtet wurde. Sie bestand, ähnlich dem Kammgarnquartier, aus mehrgeschossigen Arbeiterhäusern, die in einem Raster entlang der Sebastianstraße angelegt wurden. Die Gebäude selbst waren ursprünglich einfache Blankziegelbauten ohne auffällige Gestaltungselemente jedoch umgeben von Gärten. Benannt wurde die Werkssiedlung nach dem direkt gegenüber liegenden Kloster St. Sebastian.  
Über die Jahre wurde die Sebastiankolonie mehrmals verändert und ist heute als solches kaum mehr zu erkennen. Einige Gebäude der ursprünglichen Kolonie wurden abgebrochen und durch größere und moderne Wohnbauten ersetzt. Im hinteren Teil der Sebastianstraße befinden sich allerdings noch Bauten aus der Entstehungszeit der Sebastianskolonie.